# Toyota Supra HV-R hybrid GT
Toyota Supra HV-R hybrid GT je hibridni sportski automobil baziran na modelu Super GT Supra. Supra HV-R hybrid GT je postao prvi trkaći automobil na hibridni pogon koji je pobijedio u jednoj službenoj auto utrci. Pobijedio je na utrci Tokachi 24-sata održanoj 14./15. srpnja 2007. godine. Automobil je napravio 616 krugova i završio je utrku s 19 krugova prednosti ispred drugo plasiranog. Uz pobjedu na utrci, Supra HV-R hybrid GT osvojila je i titulu Trkaćeg automobila 2007. godine.

## Specifikacije
- Ime vozila: Denso Toyota Supra HV-R
- Klasa: GT/TP1
- Modifikacija motora: Super GT verzija 3UZ-FE motor
- Zapremina motora: 4.480cc
- Prigušivač zraka: 29,6mm i2
- Maksimalna snaga: 480 KS pri 6.800 o/min
- Maksimalan okretni moment: 510 Nm pri 5.600 o/min
- Prednji električni motor: 10 kW (14 KS) i2 - (motor u kotaču)
- Stražnji električni motor: 150 kW (204 KS)
- Težina vozila: 1.080 kg
- Ime tima: TOYOTA Team SARD
- Vozači: Katsuyuki Hiranaka (Japan), Andre Couto (Portugal), Akira Lida (Japan), Tatsuya Kataoka (Japan)

## Vanjske poveznice
- AutoBlog.com - Hybrid Toyota Supra Wins Tokachi 24-Hour race (engl.)
- SuperCars.com - Toyota Supra HV-R (engl.)
- Green Car Congress - Toyota Hybrid Race Car Wins Tokachi 24-Hour Race (engl.)